# 万国权
万国权（1919年3月26日—2017年3月23日），吉林农安人，中华人民共和国政治人物，原副国级领导人。中国民主建国会第六届中央委员会常务副主席，第七届、八届中央委员会名誉副主席，中国人民政治协商会议第八届、九届全国委员会副主席。

## 生平
1919年3月26日出生，是萬福麟次子。早年毕业于中华大学（现华中师范大学)工商管理系。
1947年，任天津利中酸厂股份有限公司经理。1954年，公私合营后，任天津利中酸厂副厂长。1957年，任天津市河东区工业局副局长、区工商业联合会主任委员。1964年，任天津市工商业联合会秘书长。1978年，任中华全国工商业联合会常务委员，天津市工商业联合会副主任委员，中国民主建国会天津市副主任委员。1983年，任民建中央副主席、执行局主任，民建中央常务副主席、名誉副主席，中国和平统一促进会会长、全国工商联顾问。1994年3月至2003年3月，任中国人民政治协商会议全国委员会副主席。。
2017年3月23日13时12分在北京逝世。